# パース (オンタリオ州)
パース（英: Town of Perth）は、カナダのオンタリオ州東部、ラナーク郡の都市。テイ川（Tay River）が町の中心を流れており、オタワから83kmほど南西に位置する。風光明媚な町として知られている。

## 歴史

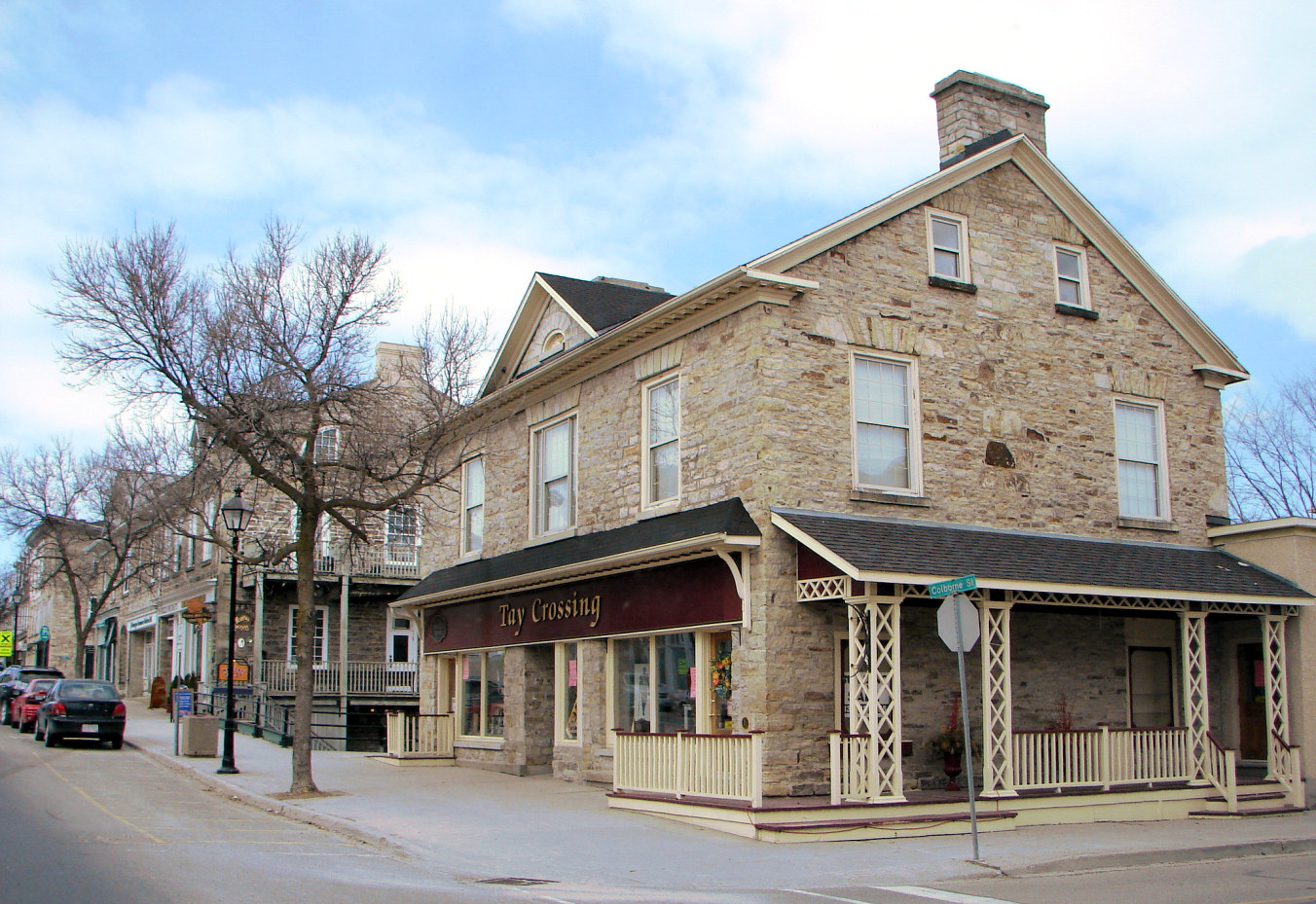
街路の風景 (Gore Street East)

米英戦争のすぐ後、1816年に軍の駐屯地として設立されたのが町の起こり。初期の入植者の多くは退役軍人で、他はスコットランドやアイルランドからの移民であった。スコットランドからの移民に石工技師が多くいたため、彼らが建てたこのエリアの建物やリドー運河の閘門にその名残をみることができる。

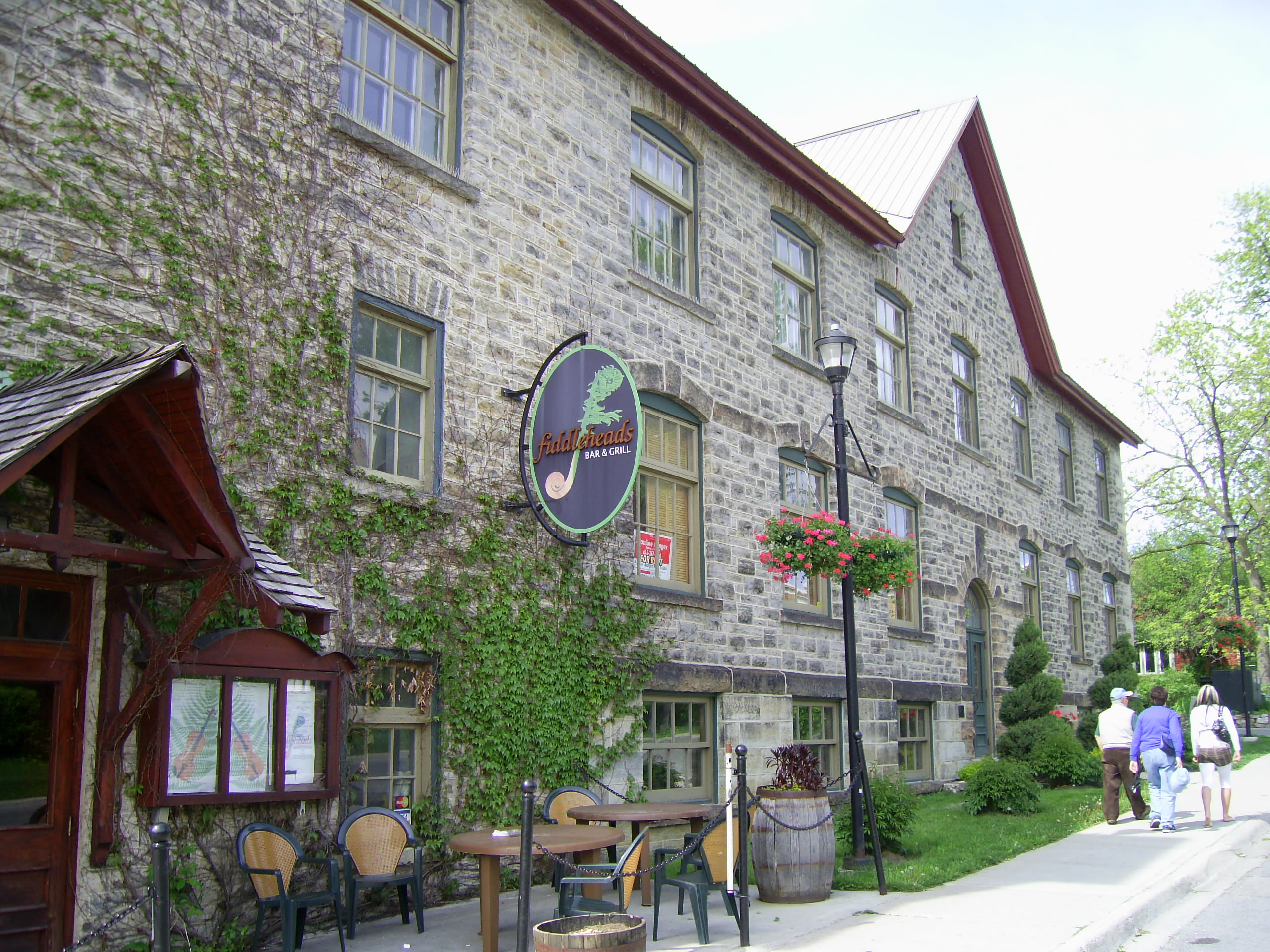
Code's Mill「元の毛織物工場」

## パース出身の著名人
- イアン・ミラー（Ian Millar）：　障害馬術の世界チャンピオン

## 姉妹都市
- パース （スコットランド）
- 朝来市 （兵庫県）